# Distretto di Amantaní
Il distretto di Amantaní è un distretto del Perù, facente parte della provincia di Puno, nella regione di Puno.